# Martres-Tolosane
Martres-Tolosane es una comuna francesa situada en el departamento de Alto Garona, en la región de Occitania.
Está ubicada a 60 km de la ciudad de Toulouse. El río Garona discurre por el territorio comunal.
La localidad mantiene una producción ininterrumpida de loza desde el siglo XVIII. Existen aún hoy varios talleres (faïenceries), herederos de ese patrimonio.
El pueblo ha conservado una inusual configuración circular, llamada circulade. Son visibles parte de las murallas, así como un torreón que actualmente alberga el museo arqueológico. Allí se encuentran una serie de restos de la villa romana antiguamente situada en la zona, llamada Chiragan.